# Zabrodzie (Solina)
Zabrodzie – część wsi Solina w Polsce, położona w województwie podkarpackim, w powiecie leskim, w gminie Solina. Leży na północ od centrum Soliny.
Przed wojną Zabrodzie było gromadą w gminie Łobozew, a po wojnie w gminie Olszanica. W latach 1944–1951, przed umową o zmianie granic z 15 lutego 1951, była to miejscowość graniczna z ZSRR.
W wyniku budowy zapory na Sanie w 1968 roku, miejsce po dawnej wsi Solina na wschodnim brzegu rzeki zostało zatopione przez Jezioro Solińskie, a nową wieś Solina ulokowano na zachodnim brzegu Sanu, na południe od wsi Zabrodzie.